# რ
Das Rae (რ) ist der 17. Buchstabe des georgischen Alphabets. Der Buchstabe stellt den Laut [⁠r⁠] dar und wird im Deutschen mit dem Buchstaben R transkribiert.
Heute wird im Mchedruli-Alphabet nur noch das რ verwendet. Im historischen Chutsuri-Alphabet gab es noch den Großbuchstaben Ⴐ; das kleingeschriebene Pendant dazu war das ⴐ.
Es war dem Zahlenwert 100 zugeordnet.

## Zeichenkodierung
Das Rae ist in Unicode an den Codepunkten U+10E0 (Mchedruli) bzw. U+10B0 (Chutsuri-Großbuchstabe) und U+2D10 (Chutsuri-Kleinbuchstabe) zu finden.